# Sestriere Colle
Sestriere Colle is een skicomplex in Sestriere en diende als een van de drie accommodaties voor het alpineskiën tijdens de Olympische Winterspelen 2006 in Turijn, waar het zo'n 100 kilometer van verwijderd is.
De accommodatie bevindt zich in Sestriere en ligt in een groot skigebied tussen de twee valleien Val Chisone en Val Di Susa. Het stadion in Sestriere Colle biedt plaats aan 9280 toeschouwers.
De piste van Sestriere Colle ligt net buiten Sestriere en staat in verbinding met Sestriere Borgata door middel van skiliften. Op de Giovanni Agnelli piste werden tijdens de Spelen de slalom en de reuzenslalom wedstrijden gehouden. De start bij de mannen ligt op de top van Mount Sises, terwijl de start van de vrouwen halverwege het eerste deel van de piste is. Het eerste deel van de baan is zeer steil met grote afstands- en hoogtewisselingen. Na een vlak gedeelte wordt de afdaling vanuit het niets onverwacht weer enorm steil in een bebost gebied. De steilheid van de piste wisselt tot aan de eindstreep.